# West Argyle Street Historic District
Der West Argyle Street Historic District ist ein Denkmalschutzgebiet in der Uptown von Chicago, Illinois. Der Historic District wurde am 3. Juni 2010 in das National Register of Historic Places aufgenommen. Der Distrikt umfasst eine Fläche von etwa 16 Hektar und wird grob begrenzt von Broadway im Westen, Winona Street im Norden, der Sheridan Road im Osten und der Ainslie Street im Süden.

## Geschichte
Das Gebiet des historischen Distriktes wurde ursprünglich in den 1880er Jahren als Vorort mit dem Namen Argyle Park erschlossen. Dieser Vorort wurde von dem Chicago Alderman und Bauunternehmer James A. Campbell nach seinen Vorfahren, den Dukes of Argyll in Schottland benannt. Die Bebauung konzentrierte sich um einen Bahnhof der neueröffneten Bahnstrecke von Chicago nach Evanston der Chicago, Milwaukee and St. Paul Railway, die im Mai 1885 in Betrieb genommen wurde. Die Siedlung wurde mit dem Rest der Lake View Township 1889 von Chicago annektiert. 1908 wurde die Northwestern Elevated Railroad von der Wilson Avenue aus nach Norden erweitert, wobei die Gleise der Chicago, Milwaukee and St. Paul Railroad ausgenutzt wurden, Damit wurde der Vorort an das Netz der Chicago Elevated angeschlossen, und das Gebiet erfreute sich Zuspruchs bei den Bevölkerungsgruppen, die am Ufer des Michigansees leben wollten, jedoch nur begrenzte Finanzmittel zur Verfügung hatten. Die Eisenbahnschienen wurden zwischen 1914 und 1922 auf einen Eisenbahndamm verlegt.

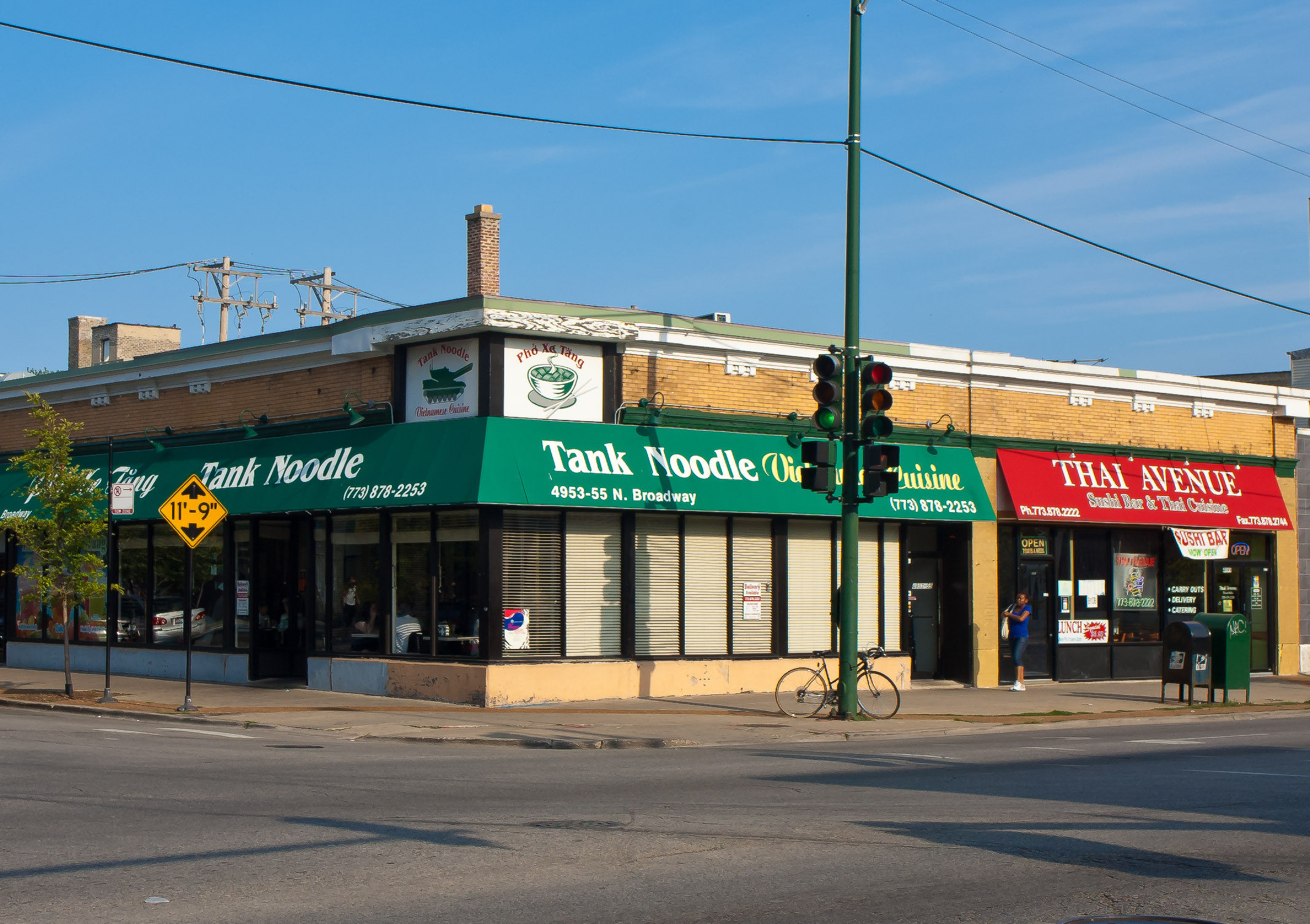
Vietnamesische und thailändische Restaurants an der Ecke von Argyle Street und Broadway

Der Chicagoer Restaurantbetreiber Jimmy Wong kaufte in den 1960er Jahren Anwesen in dem Gebiet und plante eine Neugeburt des Viertels als New Chinatown. In seiner Vision entstand eine Mall mit Pagoden, Bäumen und Reflektierbecken, die die leeren Ladenfronten ersetzen sollten. Die Hip Sing Association, eine chinesische Kulturvereinigung, siedelte 1971 ihre Chicagoer Büros hier an, und um 1974 besaßen Wong und die Hip Sing Association achtzig Prozent der drei Straßenblöcke an der Argyle Street. Wong hatte dann einen Unfall, bei dem er sich beide Hüften brach, sodass er seine Pläne nicht weiter verfolgen konnte. 1979 übernahm Charlie Soo, der Gründer der Asian American Small Business Association, sich der Sache an und das Gebiet entwickelte sich nicht nur als Stadtteil chinesischer Bewohner, sondern auch Vietnamesen, Laoten, Kambodschaner und Japaner siedelten sich an. Soo versuchte, die Chicago Transit Authority zu überzeugen, die Station der Hochbahn an der Argyle Street zu renovieren, und 1979 bewilligte die CTA 250.000 US-Dollar für die Renovierung. 1981 rief der ein jährlich stattfindendes kulinarisches Fest mit dem Titel Taste of Argyle ins Leben. Bürgermeisterin Jane Byrne konnte er Finanzen zur Reparatur der Gehwege entlocken, den späteren Amtsinhaber Harold Washington überzeugte er, die Instandsetzung der Häuserfassaden zu finanzieren. Wegen seines Einsatzes für das Stadtviertel, wurde Soo später häufig als Mayor of Argyle Street, als inoffizieller Bürgermeister der Straße bezeichnet. Um 1986 ging man davon aus, dass in der Uptown etwa 8000 Bewohner chinesischer und vietnamesischer Herkunft lebten.
Die Konzentration der vietnamesischen Restaurants sowie Bäckereien, Handwerksbetriebe und Geschäfte chinesischer, kambodschanischer, laotischer und thailändischer Provenienz an der Argyle Street, die sich um die Station der Hochbahn scharen, hat dem Stadtviertel die Spitznamen New Chinatown, Little Saigon und Little Vietnam verschafft.